# Ilha de Charpanaque
ilha de Charpanaque (em turco: Çarpanak Adası) ou ilha de Quetuse (em armênio: Կտուց կղզի; romaniz.: Ktuts kłzi), é uma pequena ilha no lago de Vã situada a um quilômetro da margem do rio, quatro quilômetros a nordeste da cidade de Vã. Seu nome armênio está associado ao formato de "bico de cegonha" que adquire quando está sujeita às enchentes do lago de Vã.
Charpanaque tem 1,5 quilômetro de comprimento e meio de largura, com uma superfície acidentada coberta por calcário. Historicamente era ocupada por amendoeiras. A primeira menção à ilha foi feita na Geografia de Ananias de Siracena (século VII) Hoje é desabitada, mas antigamente continha um mosteiro armênio chamado Quetuse, cujas ruínas ainda estão visíveis.